# Ithel Hael
Ithel Hael o Lydaw (... – VI secolo) è stato un principe di Armorica vissuto nella prima metà del VI secolo.
Era il padre di Baglan, Flewyn, Gredifael, Tanwg, Twrog, Tegai, Trillo, Tecwyn e Llechid, i santi che accompagnarono Cadfan in Gran Bretagna.